# Coixí de seguretat

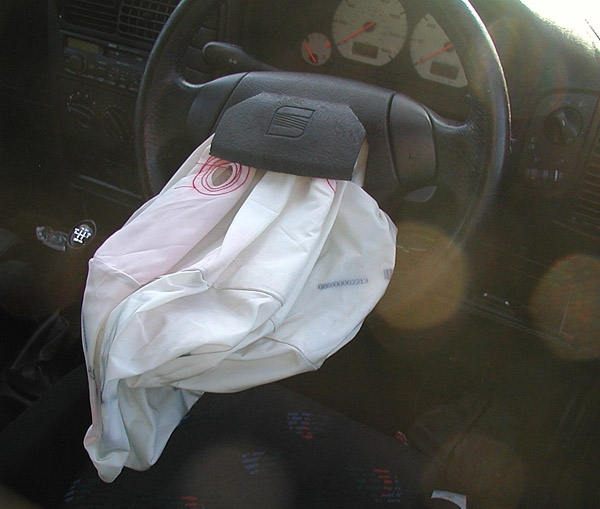
Bossa d'aire desinflada en un SEAT Ibiza. La bossa d'aire s'infla en uns 0,3 segons.

Un coixí de seguretat, dit sovint també amb el mot anglès airbag (bossa d'aire), és un sistema de protecció dels ocupants dels vehicles. Consisteix en un inflable que s'activa de cop quan el vehicle pateix un xoc. D'aquesta manera, els ocupants, amb la inèrcia, no xoquen contra elements durs del vehicle, sinó amb una bossa d'aire. Per bé que el coixí de seguretat es desinfla ràpidament, amorteix el cop i evita lesions.
Els coixins de seguretat s'activen amb un petit explosiu. N'hi ha de davanters i de laterals.
La seva finalitat és de donar protecció als cossos dels ocupants del vehicle en el moment d'una col·lisió respecte al xoc contra objectes interiors del vehicle com el volant o una finestra. El coixí d'aire està dissenyat perquè només s'infli en xocs frontals de moderats a severs i suplementen la protecció que ofereix els cinturons de seguretat. La majoria dels dissenys de coixins d'aire s'inflen mitjançant un procés pirotècnic i només funcionen una vegada. Es considera un aparell passiu, ja que no requereix l'acció humana per a activar-se, en contrast amb el cinturó de seguretat que es considera un mecanisme actiu. Els coixins de seguretat no són una alternativa a l'ús del cinturó de seguretat.
Els primers coixins de seguretat en vehicles de passatgers aparegueren a la dècada de 1970 però no van ser àmpliament utilitzats fins a les acaballes de la dècada de 1980.

## Invenció

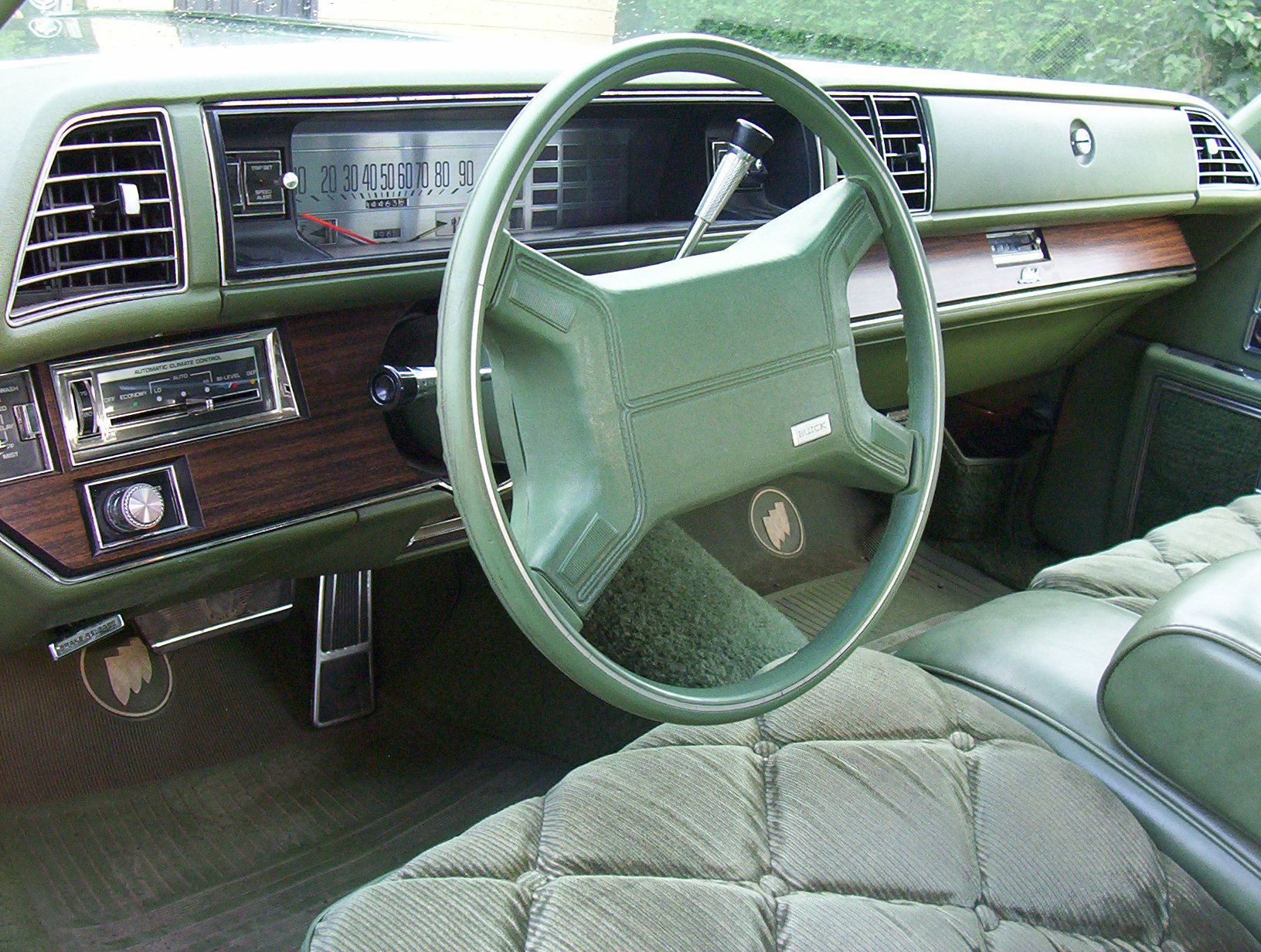
Un vehicle Buick Electra de 1975 amb un sistema de coixí d'aire ACRS

Walter Linderer va dissenyar un coixí de seguretat l'any 1951 i el va patentar a Alemanya el novembre de 1953, aproximadament tres mesos després que la patent dels Estats Units de John Hetrick El sistema de Linderer estava basat en l'aire comprimit, més endavant es va comprovar que el sistema d'aire comprimit no s'inflava prou de pressa davant un impacte.
El sistema dissenyat per l'enginyer i membre de la United States Navy John W. Hetrick, es basava en l'aire comprimit dels torpedes però les principals companyies d'automòbils no volgueren invertir en aquest sistema.
Va ser al Japó on Yasuzaburou Kobori, el 1963, va inventar el sistema de coixins de seguretat que actualment es fa servir.
Un pas important es va donar l'any 1967 quan Allen K. Breed inventà un component pràctic per detectar un xoc amb un sensor electromecànica que podia inflar un coixí d'aire en 30 mil·lisegons. L'azida de sodi va substituir l'aire comprimit per l'inflament. Breed Corporation després va vendre aquesta innovació primer a Chrysler.
El 1974, la General Motors va fer que el sistema ACRS o "Air Cushion Restraint System" estigués disponible de forma regular com una opció en alguns Cadillac, Buicks, i models Oldsmobile.
El desenvolupament dels coixins de seguretat coincidí amb l'interès internacional per la legislació en la seguretat de l'automòbil.

## Funcionament

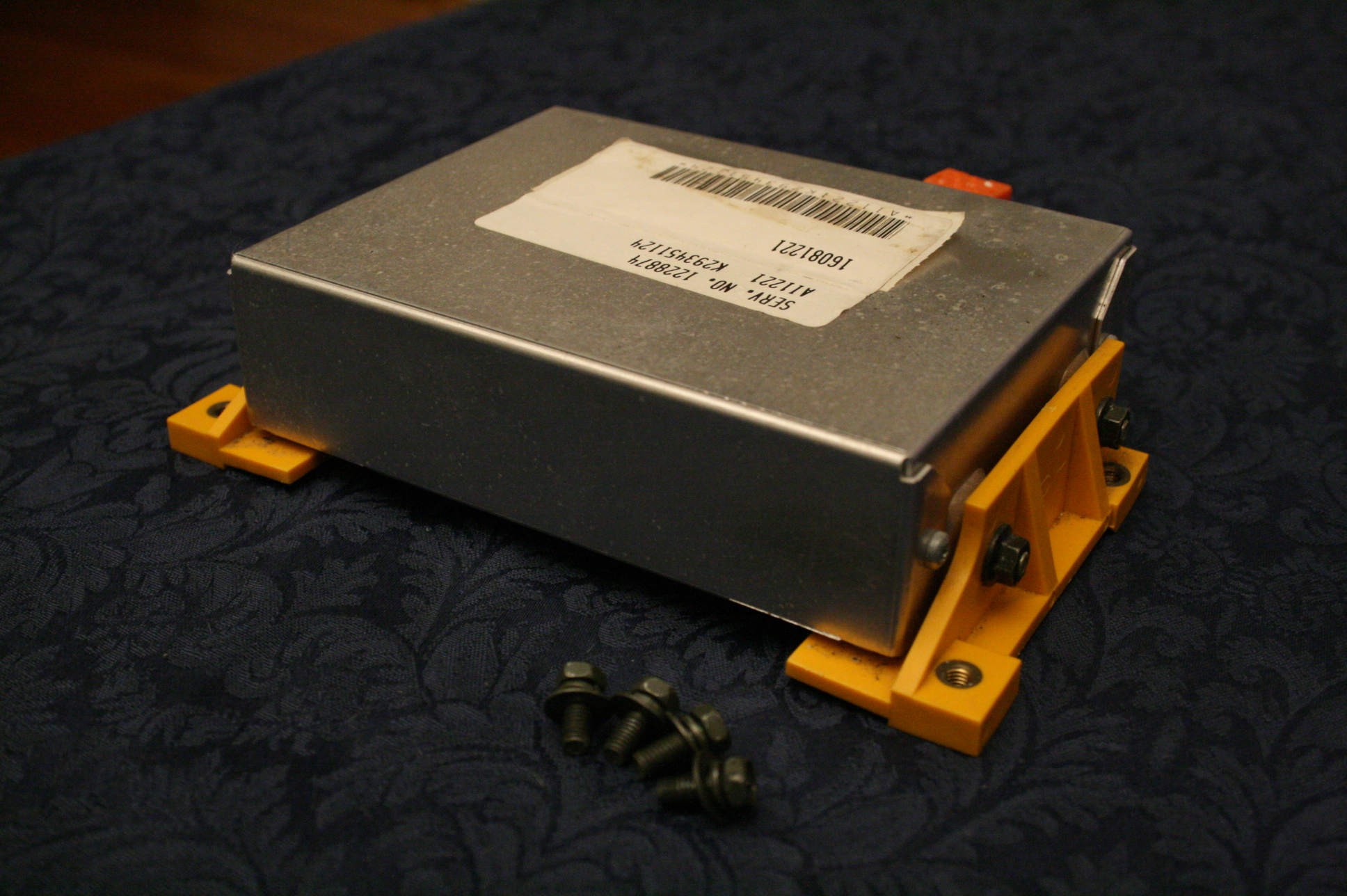
Un ACU d'un Geo Storm

El disseny d'un airbag és conceptualment simple; una unitat central de control d'airbag (ACU) un tipus d'ECU) monitoreja un gran nombre de sensors relacionats dins del vehicle incloent sensors d'impacte acceleròmetres, i sensors de pressió a les portes, sensors de velocitat la volant, giròscops, sensors de pressió dels frens i sensors d'ocupació dels seients. Quan el llindar requerit es compleix o s'excedeix la unitat de control del coixí d'aire activarà la ignició d'un propel·lent generador de gas el qual ràpidament inflarà el coixí d'aire que està fet amb nylon.
Quan ja s'ha produït el xoc, el coixí de seguretat es desinfla deixant escapar el gas de manera controlada pels petits forats que té. Típicament el coixí de seguretat comença a desinflar-se, en un xoc frontal, en de 15 a 30 mil·lisegons des del xoc i l'inflat és des dels 60 a80 mil·lisegons del contacte del vehicle.
Un coixí de seguretat conté una mescla d'azida de sodi (NaN₃), KNO₃, i SiO₂. Un coixí de seguretat típic conté uns 50-80 grams de NaN₃.Dins uns 40 mil·lisegons des de l'impacte, tots aquests components reaccionen en tres reaccions químiques separades per a produir gas nitrogen. Aquestes reaccions ordenades aón:
(1)	2 NaN₃ → 2 Na + 3 N₂ (g)
(2)	10 Na + 2 KNO₃ → K₂O + 5 Na₂O + N₂ (g)
(3)	K₂O + Na₂O + 2 SiO₂ → K₂O₃Si + Na₂O₃Si (vidre silicat)		
La primera reacció química és la descomposició del NaN₃ sota condicions d'alta temperatura fent servir un impuls elèctric. Aquest impuls genera els 300 °C de temperatura requerits per la descomposició del NaN₃ el qual produeix metall Na i gas N₂. La segona reacció mostra més producció de gas N₂. És molt important que els materials usat en la reacció no siguin higroscòpics perquè l'absorció d'humitat podria fer fallar el sistema. La reacció final serveix per eliminar el K₂O i Na₂O produïts. Es produeix SiO₂ que dona un vidre silicat inofensiu i estable.

## Danys per l'ús d'airbags

Vides salvades per coixins de seguretat i cinturons de seguretat

Els coixins de seguretat poden causar ferides o la mort dels ocupants del vehicle. Els airbags més moderns poden detectar si s'està utilitzant el cinturó de seguretat i actuar d'acord amb això.
El 1990 es va informar del primer accident mortal per usar el coixí de seguretat Des de l'any 2005 han disminuït les morts atribuïdes a l'airbag.
Les ferides greus són menys comunes però les morts i ferides greus poden ocórrer en els ocupants d'un vehicle molt a prop del coixí de seguretat o en contacte directe quan aquest es desinfla. També hi pot haver danys per una inadequada subjecció del cinturó de seguretat en el moment del xoc.
La tercera generació de coixins de seguretat ha millorat la tecnologia de generar gas o dels sensors que ajusten els paràmetres del desinflat al pes, mida, posició i estat de sujecció dels ocuppants i han fet reduir els casos de ferides especialment en els infants i els adults de mida petita respecte als sistemes de la primera generació de coixins de seguretat.

## Aplicacions aeroespacials

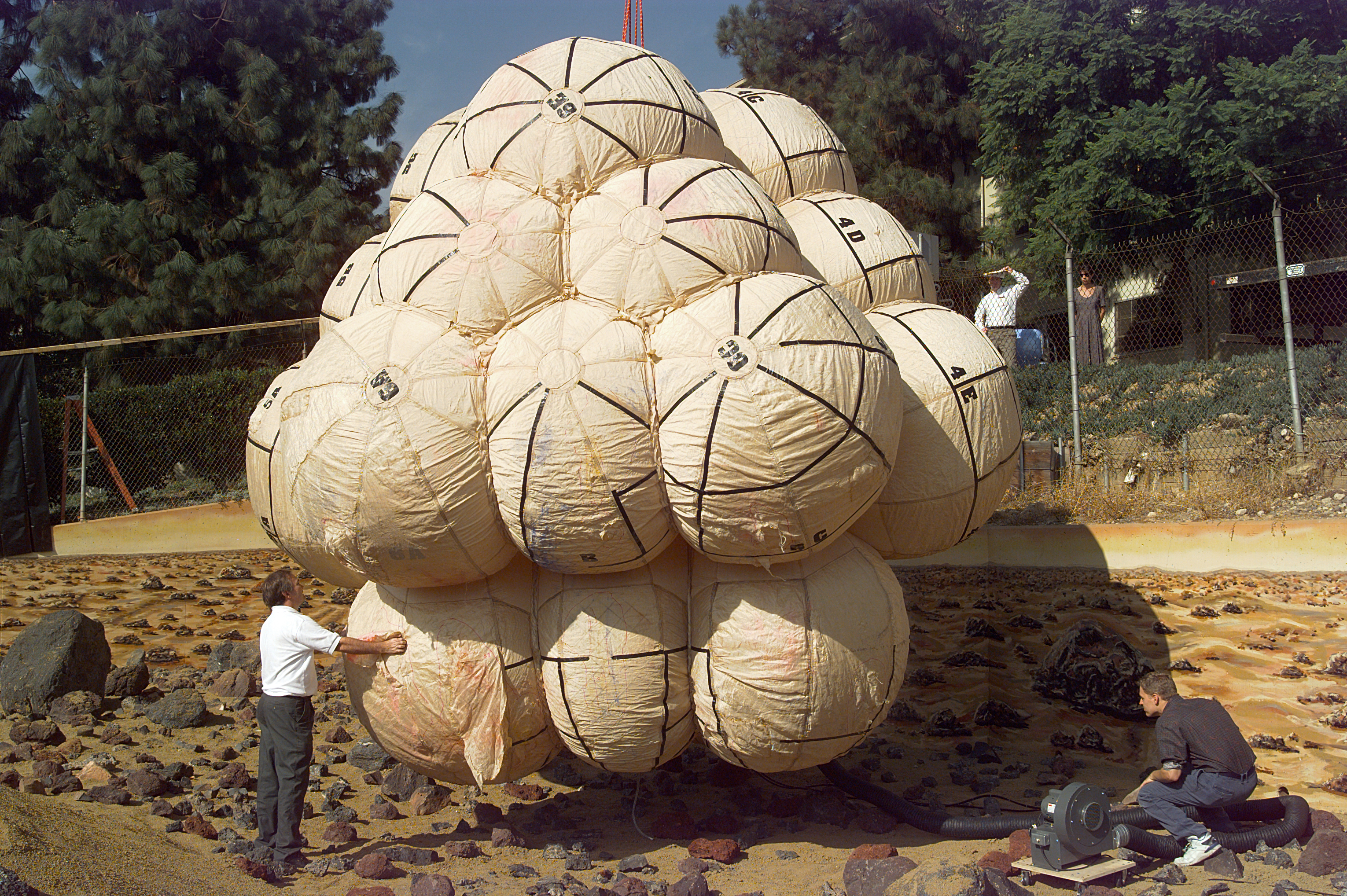
Coixí d'aire del Mars Pathfinder

La indústria aeroespacial ha fet servir la tecnologia dels coixins d'aire durant dècades. La. NASA, i el US DoD han incorporat els sistemes d'airbags des de la dècada de 1960.

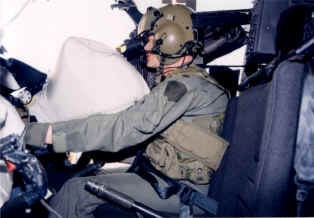
Prova OH-58D CABS

### Sistemes d'aterratge
El primer ús de coixins d'aire per l'aterratge va ser en els Luna 9 i Luna 13, que van aterrar a la Lluna el 1966. El Mars Pathfinder va aterrar amb un sistema nou que incloïa aerobraking, paracaigudes, i coets sòlids per la frenada.

### Protecció dels ocupants
La US Army ha incorporat airbags en els UH-60A/L Black Hawk and OH-58D Kiowa Warrior helicopter fleets. The Cockpit Air Bag System (CABS) consta de coixins d'aire anteriors i laterals, i una estructura tubular inflable (només en l'OH-58D) amb una unitat sensor electrònic de xocs (ECSU).